# Woodman Light
Das Woodman Light, auch Woodman Point Lighthouse, Gage Roads Lighthouse oder Coogee Lighthouse, ist ein Leuchtturm in Westaustralien.
Er steht auf der Halbinsel Woodman Point südlich von Fremantle, nicht unmittelbar an der Küste, sondern auf der Anhöhe der Halbinsel. Für den Betrieb des Leuchtturms ist die Fremantle Port Authority zuständig. Das 1901 gebaute, zuerst unter dem Namen „Gage Roads Lighthouse“ bekannte Leuchtfeuer sollte die Zufahrt der Hochseeschiffe zum Hafen von Fremantle, dem wichtigsten Hafen Westaustraliens besser sichern, weil der ältere Leuchtturm auf Arthur Head für den zunehmenden Schiffsverkehr zu schwach war.
Der Turm wurde 1901 vom Bauunternehmer W. C. Rose aus lokalem Kalkstein gebaut. Er nahm am 23. August 1902 den Betrieb auf. Zwei Tage später fand die feierliche öffentliche Einweihung in Anwesenheit des Ministers für Öffentliche Bauten Cornthwaite Rason, des Kolonialschatzmeisters James Gardiner, des Bürgermeisters von Fremantle Lawrence Alexander und anderer Persönlichkeiten statt.
Der Leuchtturm wurde mit einer Petroleumleuchte der Messrs Chance Bros & Co. in Smethwick, England, ausgerüstet. Das Leuchtfeuer scheint alle 30 Sekunden für drei Sekunden auf und besitzt rote, grüne und weiße Sektoren. Im Zweiten Weltkrieg diente der Turm der australischen Armee als Kommunikations- und Beobachtungsposten. Als der Leuchtturm im Jahr 1955 auf elektrischen Betrieb umgestellt wurde, beendeten am 19. Juli dieses Jahres die letzten Leuchtturmwärter den Dienst.